# Antonio Asfura
Antonio Asfura es un cantautor hondureño de origen palestino residente en los Estados Unidos.
Asfura comenzó su carrera musical en 2013 al firmar un contrato con el sello discográfico Gatbik Music, como cantante, y con Gatbik Publishing, como compositor y autor.  Gatbik es un sello discográfico, distribuidora, editorial y compañía de ventas de mercancías de artistas. La música de Antonio Asfura es distribuida a nivel mundial por Gatbik a través de The Orchard, Sony Music.

## Biografía
Antonio Asfura nació en San Pedro Sula (Honduras). Incursionó en el mundo del entretenimiento cuando a los diecisiete años se mudó a los Estados Unidos y fue invitado a participar en varios programas de televisión para la cadena de Univisión.
Durante el inicio de su carrera, tuvo la oportunidad de trabajar con
Nicolás Tovar (cantante y compositor colombiano ganador de varios premios Grammy),
Peter Robles (CEO Aquos Entertainment),
Kike San Martín (fotógrafo de celebridades hispanas),
Gustavo Celis (ingeniero de mezcla y productor discográfico, ganador de varios premios Grammy y premios Grammy latinos),
David Anthony (compositor y productor internacional) y
David Impelluso junto a Virginia Romero (directores de videos musicales).
En agosto de 2014, su primer sencillo musical, «Sin duda», llegó a la cima de las listas de radios en Honduras, ocupando la posición n.º 1.
En julio de 2016, Antonio Asfura lanzó su segundo sencillo musical, «Adicción». Colaboró no solo como cantante, compositor y productor de la canción, sino también como codirector y coproductor del video musical oficial, que estuvo a cargo de la compañía productora Redmonkie, y el cual contiene un claro mensaje contra el maltrato animal.
Asociaciones en contra del maltrato animal, incluyendo la organización de derechos de los animales más grande del mundo PETA Latino, han compartido el video musical «Adicción» de Antonio Asfura en sus redes sociales, causando un movimiento muy positivo entre sus comunidades.
En septiembre de 2016, «Adicción» logró posicionarse entre las 10 canciones más sonadas en todo el territorio de Honduras por radios nacionales.
En octubre de 2017, Antonio Asfura lanzó «Mil Razones Para Amar», una canción balada romántica. Este lanzamiento marca un punto de referencia importante en su carrera; ya que no solo colaboró como cantante, compositor y productor de la canción, sino también como director y productor del video musical oficial.
Diciembre de 2017, Antonio Asfura suma otro #1 a su lista de éxitos cuando «Mil Razones Para Amar» logra ubicarse en la posición número 1 en radios nacionales de Honduras.
En enero de 2019, Antonio Asfura lanza un nuevo sencillo musical titulado «Chicle», una producción de estilo urbano que infunde al mercado sensualidad y ritmo. La letra y la melodía de esta canción latina, reguetón, han sido escritas por Antonio Asfura. «Chicle» fue producida por Antonio Asfura y David Anthony, productor internacional.
Mayo de 2019, Antonio Asfura con su éxito musical «Chicle» se coloca 4 semanas consecutivas en posición #1 en las principales radios de Honduras.
Su canción lanzada en enero de 2022, “Pegando”, una canción pop urbana latina que es enérgica, romántica, y el cual presenta un diseño cautivador, fue compuesta por Antonio Asfura, David Anthony, y Natalis Ruby Rubero. En abril de 2022, "Pegando" se posiciona en la casilla #1 en radio estaciones de Honduras.
El género musical de Asfura es una fusión de estilos musicales como dance, pop, romántico, urbano, y electrónica.

## Discografía

### Sencillos
- 2013: «Sin Duda»
- 2013: «Sin Duda (versión instrumental)»
- 2013: «Sin Duda (versión club)»
- 2016: «Adicción»
- 2017: «Mil razones para amar»
- 2019: «Chicle»
- 2022: «Pegando»

### EP álbum
- 2014: «Sin duda (remixes)»

## Obras
- 2013: Sin duda: la canción y la novela